# Shūbun
Tenshō Shūbun (天章 周文, nom de pinceau : Ekkei), est un moine-peintre japonais du XVe siècle. Ses dates de naissance et de décès ainsi que ses origines sont incertaines, mais on sait que sa période d'activité se situe à Kyoto dans le deuxième quart du XVe siècle.

## Nouvelle influence de l'art chinois duXIIIeauXVIesiècle
À partir du XIVe siècle, le bouddhisme zen, qui joue jusque-là un rôle principalement religieux au Japon, commence à assurer une influence sur la culture et sur l'art, inspirant des moines peintres comme Tenshō Shūbun, et est à l'origine de la peinture moderne de ce pays. Ainsi s'élabore la culture des cinq grands monastères zen de Kyoto, notamment le Shōkoku-ji, fondé en 1384 par Ashikaga Yoshimitsu. Peintures et objets d'art viennent de Chine, et l'art académique des Song du Sud apparaît alors dans ces centres religieux avec les paysages monochromes de Li Tang, de Ma Yuan et de Xia Gui. Si les moines peintres se font à la technique du lavis (suiboku), ils ont quelques difficultés à traduire l'impression de profondeur et créent ainsi des paysages assez artificiels d'aspect, tout d'abord sur des portes à glissière et des paravents, et, à partir du début du XVe siècle, sur des rouleaux en hauteur au-dessus desquels les moines calligraphient des poèmes de leur composition.
Ces premiers shigajiku sont anonymes, mais avec le temps, un grand nombre d'entre eux sont attribués à Shūbun. Sans doute lui doit-on l'assimilation de ce nouveau style de paysage. Doué de talents très variés, il est chargé des comptes et de l'administration du Shōkoku-ji et est hautement apprécié aussi pour ses talents de peintre et de sculpteur. Après avoir été envoyé en Corée en 1423, en quête d'écritures saintes, on lui demande d'orner de rehauts colorés des sculptures du Shōkoku-ji et de sculpter quelques statues. En 1438, un prince impérial admire les portes à glissières qu'il a décorées, enfin il devient maître de l'Académie shogunale, à la tête de laquelle lui succède son disciple Ten-Ō Sōtan, en 1465.
Bien qu'il ne subsiste aujourd'hui aucune œuvre authentique de cet artiste (les attributions de Kanō Tannyū et de Kanō Tsunenobu au XVIIe siècle sont récemment révisées à son avantage), on a lieu de penser qu'il excelle surtout à rendre la qualité d'une atmosphère grâce à de délicats traits noirs, rehaussés de lavis et de couleurs légères. Dans le Kôten en-i (Lointains sur le ciel et le fleuve) du musée Nezu de Tokyo le mode de composition est emprunté à Ma Yuan (montagnes lointaines baignées de brumes que balance dans un coin un premier plan plus solide), mais il règne ici une sérénité très éloignée de l'atmosphère lyrique des Song du Sud. Certains historiens d'art attachent beaucoup d'importance au séjour de Shūbun en Corée et supposent une influence de la peinture coréenne sur son art.

Il est difficile de déterminer ce que Shūbun voit en Corée, peintures du début de l'époque Li, peintures de l'école de Zhi, chinoise qui perpétue le style des Song du Sud? Force est donc de constater le rayonnement de Shūbun sur son époque, qui, avec Josetsu son prédécesseur au Shōkoku-ji, il donne ses lettres de noblesse au paysage à l'encre, ce style nouveau immortalisé par Sesshū.

## Âge d'or du lavis (XIVe–XVIesiècles)

Lecture dans un bosquet de bambous. 1446. Encre et couleurs légères sur papier, 136,7 cm x 33,7 cm. Musée national de Tokyo

Dès le milieu du XIIe siècle, les affrontements entre clans qui marquent plus ou moins l'histoire du Japon féodal, dégénèrent en une véritable guerre civile. L'esprit du zen, venu de Chine, et tout pétri de l'idéal Tao, s'introduit au Japon dès le début du XIIIe siècle. Pour les moines zen, la peinture, et notamment la peinture de paysage, est l'un des plus sûrs moyens de parvenir à l'illumination. On peut donc constater qu'entre le XIVe et le XVIe siècles, la quasi-totalité des peintres qui s'illustrent dans le paysage au lavis sont des moines. La peinture japonaise n'a guère exploré jusqu'alors le domaine du paysage. À cette époque, l'art du paysage chinois « classique » a déjà trois siècles et plus. Mais au XIIIe siècle, l'influence continentale, si déterminante quatre cents ans plus tôt, ne joue plus guère. Les peintres ermites possédés par l'esprit du zen œuvrent dans un style qui leur est propre. Délaissant la couleur, ils cultivent presque exclusivement la calligraphie (où ils s'imposent d'emblée magistralement) et le lavis d'encre (suiboku), technique qui exige un long apprentissage, mais autorise une liberté de traitement de l'image qui va très vite fasciner les artistes japonais : sur ce plan, on le constate ultérieurement, ils vont plus loin que leurs modèles chinois.
Toutefois, si les débuts du paysage sont quelque peu tâtonnants au XIVe siècle, on ne doit pas oublier qu'en ce domaine, le Japon, en une centaine d'années, rattrape son retard d'un demi-millénaire sur la Chine. Au tout début du XVe siècle, Josetsu et ses disciples forment un petit groupe qui gravite autour d'un temple de Kyoto, le Shōkoku-ji. Ils peignent au bas de longs rouleaux verticaux pieusement encombrés de poèmes (shigajiku) et d'images délicatement bucoliques. Le ton change radicalement avec Senka (actif vers 1435), Ten'yū, et surtout avec le prodigieux et mystérieux Tenshō Shūbun. On ne sait pas grand chose de lui, si ce n'est qu'il a également des attaches avec le Shōkoku-ji. Les œuvres qui nous restent de lui, presque toutes de la plus haute volée, ne lui sont attribuées qu'avec beaucoup d'incertitude, bien qu'elles témoignent d'un style vigoureusement affirmé, et reconnaissable : hauts rochers majestueux aux verticales impérieuses, dont la raideur voulue se nimbe de brumes subtiles, arbres suspendus à flanc d'abîme, dessinés d'un pinceau à la fois vif et fin, larges plages de vide qui sont comme autant de pauses musicales, de « respirations ». Jamais peut-être, même avec Sesshū ou Sesson, le paysage japonais n'atteint à cette grandeur. Presque tous les peintres à venir jusqu'au milieu du siècle, reconnaissent leur dette à l'égard de Shūbun: le délicat Gakuō Zōkyū, comme le rigoureux Kantei, le subtil Ten-Ō Sōtan, et Sesshū Tōyō lui-même.

## Jeu des contraires
On peut constater pour la plupart des peintures japonaises (à part certaines œuvres de l'Époque de Muromachi, très proche des modèles chinois) sont aisément reconnaissables comme telles, même s'il est à peu près impossible de les réduire à un dénominateur commun. Cette diversité foisonnante est d'ailleurs un signe : à la différence des Chinois, qui s'appliquent à maintenir en vie au long des siècles les traditions d'un art qui rêve d'atteindre à l'éternité par une sorte d'immutabilité, les Japonais, sitôt parvenus au sommet d'un style ou d'un genre, ont l'air pressés de passer à autre chose, d'ouvrir de nouvelles portes. On peut avoir tort de voir là que de l'inconstance. C'est risqué de passer à côté de l'essentiel : la vraie originalité de la peinture japonaise étant précisément de faire coexister les contraires, non pas « harmonieusement », mais plutôt par le jeu d'un affrontement sans fin. Comme si le même et l'autre y puisent chacun une force nouvelle, une manière de « complément d'identité ».
Les exemples ne manquent pas de ces frictions exacerbées. Pour n'en citer qu'un seul, dans un lavis de Shūbun, par exemple, où la rapidité incroyable du trait s'accommode d'un sens du détail qui ne perd pour autant rien de son acuité. L'art repose ici sur une fragile dialectique, qui célèbre, toutes voies confondues, les fastes de l'imagination au pouvoir et les plaisirs discrets de l'observation patiente.

## Rigueur contemplative
De cet imbroglio de tendances qui réagissent chimiquement l'une à l'autre, une distillation attentive permet d'isoler malgré tout cinq constantes (L'esthétisme décoratif-L'école du regard-La rigueur contemplative-L'expressionnisme libérateur-L'idéalisme arcadien).
À l'époque de Muromachi (Shūbun, Sesshū, Sesson), la rigueur contemplative gouverne toute l'école du lavis. Cimes aux angles droits et saillants, autorité du trait de pinceau, même lorsqu'il se donne des airs incontrôlés, même lorsqu'il s'efforce de prendre le mouvement au piège : les brumes qui baignent le paysage n'en attirent que mieux le regard du contemplateur. Mieux qu'aucune représentation d'ordre proprement religieux, cette peinture suscite l'adoration.

## Œuvres racontées
- La cabane au pied des monts, encre sur papier (32x107 centimètres). Collection particulière:

« Les montagnes de Shūbun n'appartiennent qu'à lui. Ces verticales d'une hautaine rectitude sont d'un irréalisme total. Elles s'imposent pourtant avec une force à laquelle le cartésien que je suis ne résiste pas. J'accepte pour vrai tout ce qu'il me montre. Mieux, je le suis d'un pied qui ne tremble pas dans ses escalades vertigineuses, je visite avec lui le temple inaccessible qui émerge des brumes par-delà la forêt, je danse avec ses arbres dont les branches zèbrent l'espace comme autant d'éclaires. Shūbun s'est tout simplement approprié le monde, impatient de le façonner à son image. Et je me laisse prendre à mon tour, heureux d'être conduit par une main sûre. J'ignore où exactement il me mène. Mais je devine que nous ne descendrons pas de sitôt dans les tristes plaines de la géographie ordinaire... Sa devise: toujours plus loin, toujours plus haut ! »

- Paysage des quatre saisons, encre sur papier (chaque paravent: 152x310 centimètres). Collection Maeda, Ikutokukai, Tokyo:

« Dans ces deux paravents jumeaux, l'art japonais du paysage s'élève d'emblée à une altitude à laquelle les peintres à venir ne peuvent atteindre sans quelque essoufflement. Shūbun, lui, respire à son aise dans ces contrées plus célestes que terrestres. Invitation à l'envol en compagnie de cet aigle des cimes qui a vaincu les lois de la pesanteur. Enivrés, le corps et l'esprit se sentent tout à coup affranchis des liens qui jusqu'alors les retenaient captifs : démarrés, ravis Textuel ! »

- Kanzan et Jittoku, encre sur papier (37,4x100,3 centimètres). Musée national de Tokyo :

« Kanzan et Jittoku (Han-Shan et Shih-Te), ecclésiastiques pittoresques, ont d'abord inspiré les artistes chinois. Mais ils séduiront davantage encore les peintres japonais, qui ne se lassent pas de célébrer les deux olibrius, porte-parole d'une sagesse qui se rit de tout — et d'abord d'elle-même. Le bon peuple peut se pincer le nez devant leur pouillerie. Le bon peuple a tort, qui les a côtoyés sans s'apercevoir que sous la bure grossière, derrière la feinte niaiserie de leur hilarité, se cachaient deux âmes d'exception. Hanshan nous a laissé des poèmes qui sont parmi les plus hauts chefs-d'œuvre de la lecture désabusée. Revenus de tout, n'attendant rien du monde — et surtout pas de leurs semblables —, nos deux ébouriffés s'offrent le luxe suprême : envoyer promener d'un bon coup de balai (leur emblème!) les vénérables illusions dont se nourrit à l'ordinaire la société des hommes. »

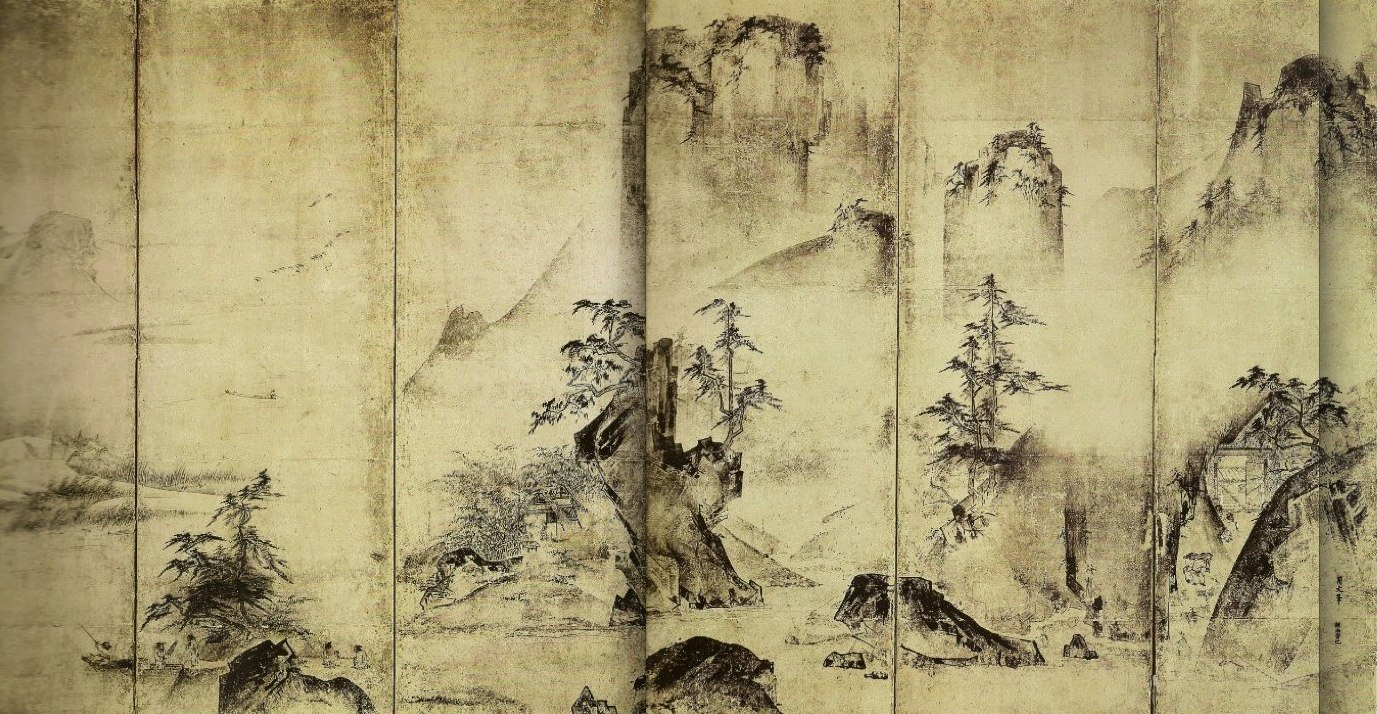
Paysage des quatre saisons (1)
Kanzan et Jittoku
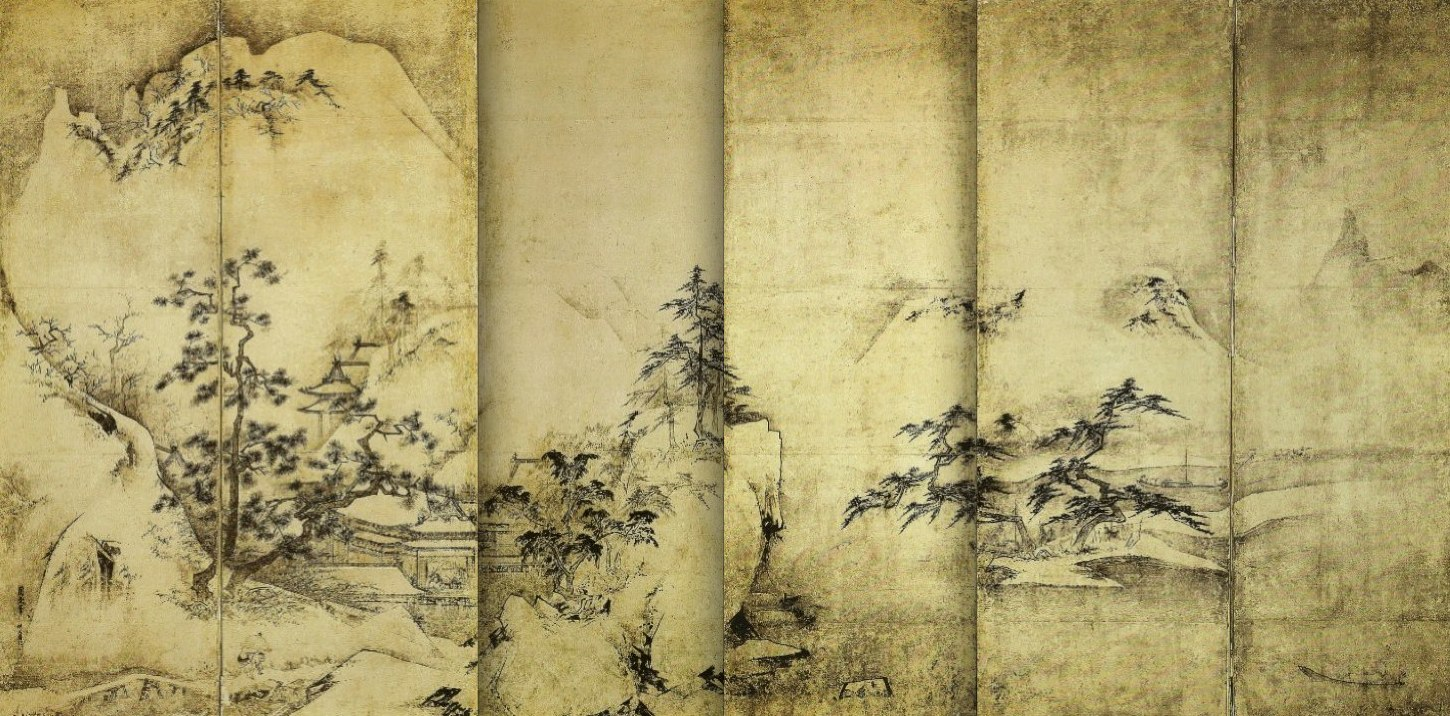
Paysage des quatre saisons (2)